# Sudamerlycaste fimbriata
Sudamerlycaste fimbriata là một loài thực vật có hoa trong họ Lan. Loài này được (Poepp. & Endl.) Archila mô tả khoa học đầu tiên năm 2002.